# LGBT práva na Trinidadu a Tobagu

Duhová mapa Trinidadu a Tobaga

Lesby, gayové, bisexuálové a translidé se na souostroví Trinidad a Tobago mohou setkávat s právními komplikacemi neznámými pro většinové obyvatelstvo. Stejnopohlavní sexuální aktivita je zde legální od roku 2018.

## Stejnopohlavní rámec a právní rámec
Stejnopohlavní aktivity a soužití byly dle místního trestního rejstříku trestné (konkrétně §13 a §16). V únoru 2017 podal aktivista Jason Jones žalobu Nejvyššímu soudu, aby zrušil ony zmíněné paragrafy, které kriminalizovaly homosexualitu. Proti byly evangelikální ortodoxní skupiny, které ale nebyly vyslyšeny a soudce Devindra Rampersad v dubnu 2018 prohlásil paragrafy za protiústavní, jelikož porušují základní lidská práva na sebeurčení. Rozhodnutí Nejvyššího soudu vyvolalo jásot u příznivců dekriminalizace homosexuality, ale několik LGBT aktivistů bylo zraněno demonstranty proti homosexuálům. Toto rozhodnutí se stalo signálem pro budoucí dekriminalizaci homosexuality v mnoha karibských ostrovních státech (např. Jamajka či Antiqua a Barbuda). Finální stanovisko vlády, která by měla problémové paragrafy vyškrtnout z trestního zákoníku, však po obstrukcích ještě stále neprošlo parlamentem a čeká se na finální rozhodnutí.
Trinidad a Tobago neuznává stejnopohlavní manželství ani žádnou jinou právní normu stejnopohlavních párů, a totéž platí i u adopce dětí stejnopohlavními páry.
Podle §8 imigračního zákona mají do Trinidad a Tobago zákaz vstupu všichni homosexuální muži a ženy, které nejsou občany. Nejsou však vedeny žádné záznamy, které by tento paragraf používaly. Jediným problémem se stal koncert Eltona Johna v r. 2007, který napadl ortodoxní kněz Philip Isaac, ale parlament jeho výzvě nevyhověl a koncert mohl proběhnout bez žádných omezení.

## Životní podmínky
I přes to, že místní obyvatelé jsou spíše konzervativní vlivem ortodoxního protestantismu, tak pro gay turisty lze zemi považovat za relativně bezpečnou.
Dle průzkumu Vanderbilt University v Tennessee (2010) sociologové zjistili, že pouze 15,4 % obyvatel podporuje stejnopohlavní manželství.
Společnost UNAIDS ze svého průzkumu z r. 2013 zjistila, že 38 % obyvatel považuje homosexualitu za akceptovatelnou a jakoukoliv diskriminaci odsuzuje, zatímco 16 % se k homosexualitě staví tolerantně či neodmítavě.

## Souhrnný přehled
| Legální věk způsobilosti k pohlavnímu styku                                             | (2018)                                                                    |
| Stejný věk legální způsobilosti k pohlavnímu styku pro obě orientace                    | (2018)                                                                    |
| Anti-diskriminační zákony v zaměstnání                                                  | No                                                                        |
| Anti-diskriminační zákony v přístupu ke zboží a službám                                 | No                                                                        |
| Anti-diskriminační zákony v ostatních oblastech (homofobní urážky, zločiny z nenávisti) | No                                                                        |
| Stejnopohlavní manželství                                                               | No                                                                        |
| Jiná forma stejnopohlavní soužití                                                       | No                                                                        |
| Adopce dítěte partnera                                                                  | No                                                                        |
| Společná adopce dětí stejnopohlavními páry                                              | No                                                                        |
| LGBT osoby smějí otevřen sloužit v armádě                                               | No                                                                        |
| Možnost změny pohlavního styku                                                          | No                                                                        |
| Přístup k umělému oplodnění pro lesbické ženy                                           | [ 10 ]                                                                    |
| Náhradní mateřství pro gay páry                                                         | / (některé kliniky nabízejí náhradní mateřství prostřednictvím altruismu) |
| MSM smějí darovat krev                                                                  | No                                                                        |